# Вьяча
Вьяча (исп. Viacha) — город и муниципалитет в Боливии, административный центр провинции Ингави в департаменте Ла-Пас. Согласно переписи 2012 года, в Вьяче живёт 80 388 человек. Город расположен в 22 км от Ла-Паса и соединён с ним через автотрассы 1 и 19, которые ведут к Эль-Альто, а также через железную дорогу Ла-Пас — Гуаки, которая работает с конца 2008 года.
Вьяча расположена близко к озеру Титикака и к Тиуанако, что делает её культурным центром для людей из народностей ироито и уру. Представители этих народностей — наследники инков, которые жили на этой территории сотни лет.

## География
Вьяча — административный центр одноимённого муниципалитета в провинции Ингави, чьей столицей город является. Город стоит на правом берегу реки Пальина. Город расположен на высоте в 3 870 м на боливийском Альтиплано, между двумя горными цепями — Кордильера-Оксиденталь и Кордильера-Сентраль, в 70 км к юго-востоку от озера Титикака.

### Климат
Климат этого региона типичен для дневного времени. В климате этого региона, средние температуры больше колеблются за день, чем за год.
Средняя годовая температура в Вьяче — немногим меньше 9 °C, годовой уровень осадков — около 600 мм. Средние месячные температуры меняются лишь ненамного, с 6 °C в июле до 10 °C с ноября по февраль. Сухой сезон длится с мая по август, уровень осадков в эти месяцы падает к 15 мм или меньше. Во влажный сезон, с января по февраль, уровень осадков возрастает к более чем 100 мм.
| Показатель                    | Янв. | Фев. | Март | Апр. | Май  | Июнь | Июль | Авг. | Сен. | Окт. | Нояб. | Дек. |
| ----------------------------- | ---- | ---- | ---- | ---- | ---- | ---- | ---- | ---- | ---- | ---- | ----- | ---- |
| Средний суточный максимум, °C | 16,9 | 16,3 | 16   | 15,8 | 14,7 | 14   | 14   | 15,2 | 15,7 | 17,7 | 18,2  | 16,7 |
| Средний суточный минимум, °C  | 3,5  | 4    | 3    | 1    | −2,9 | −6,5 | −6,5 | −4,1 | −0,7 | 0,3  | 1,7   | 2,1  |
| Норма осадков, мм             | 125  | 95   | 70   | 34   | 14   | 4    | 5    | 11   | 30   | 31   | 49    | 86   |
| Источник: Climate-Data.org    |      |      |      |      |      |      |      |      |      |      |       |      |

## Экономика

### Керамическая промышленность
В муниципалитете Вьяча присутствуют залежи глины, что дало возможность создания компаний по производству керамики. В данный момент, во Вьяче расположено около 100 подобных компаний, которые организованы в учреждении под названием APSER.

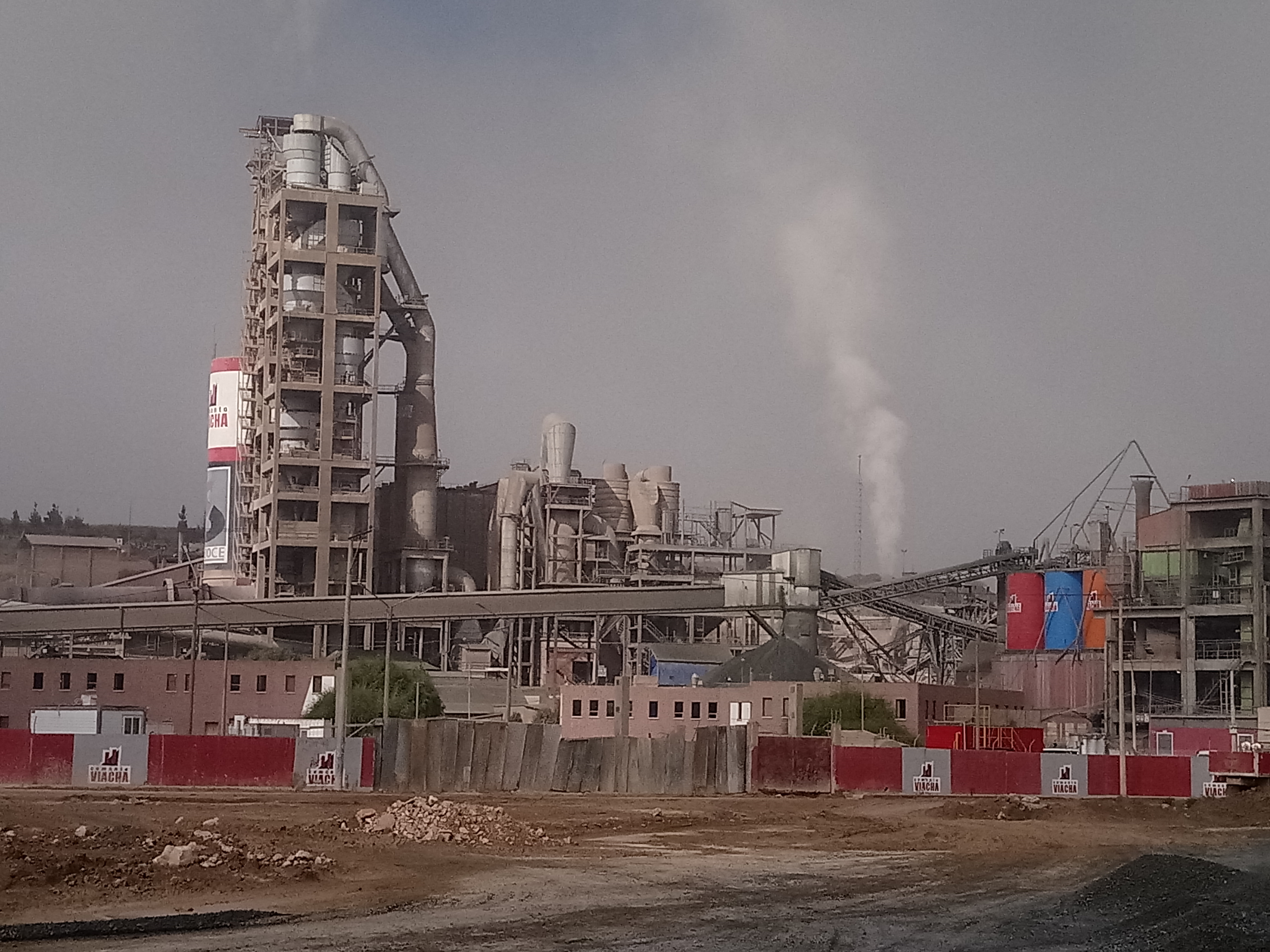
Цементный завод во Вьяче

### Цементная фабрика
Во Вьяче расположен крупнейший цементный завод в Боливии — «Cemento Viacha». Продукция завода используется в строительстве по всей стране. Завод является частью предприятия SOBOCE.

### Сельское хозяйство и животноводство
Сельское хозяйство в регионе характеризуется производством картофеля, ячменя, киноа, таруи, пшеницы, оки, бобов, гороха, уллюко, т.д. Муниципалитет является лидером по производству ячменя в департаменте Ла-Пас.
В регионе также присутствует животноводство. Фермеры выращивают коров и быков, верблюдовых, свиней, овец, коз и кур. Также, в небольшом масштабе выращиваются кролики. Благодаря этой индустрии, в город Ла-Пас поступает молочная продукция. Производство молока растёт с каждым годом, этому способствует принятие новых техник и технологий. Молочная промышленность также даёт сыр, творог, сливочное масло, т.д.

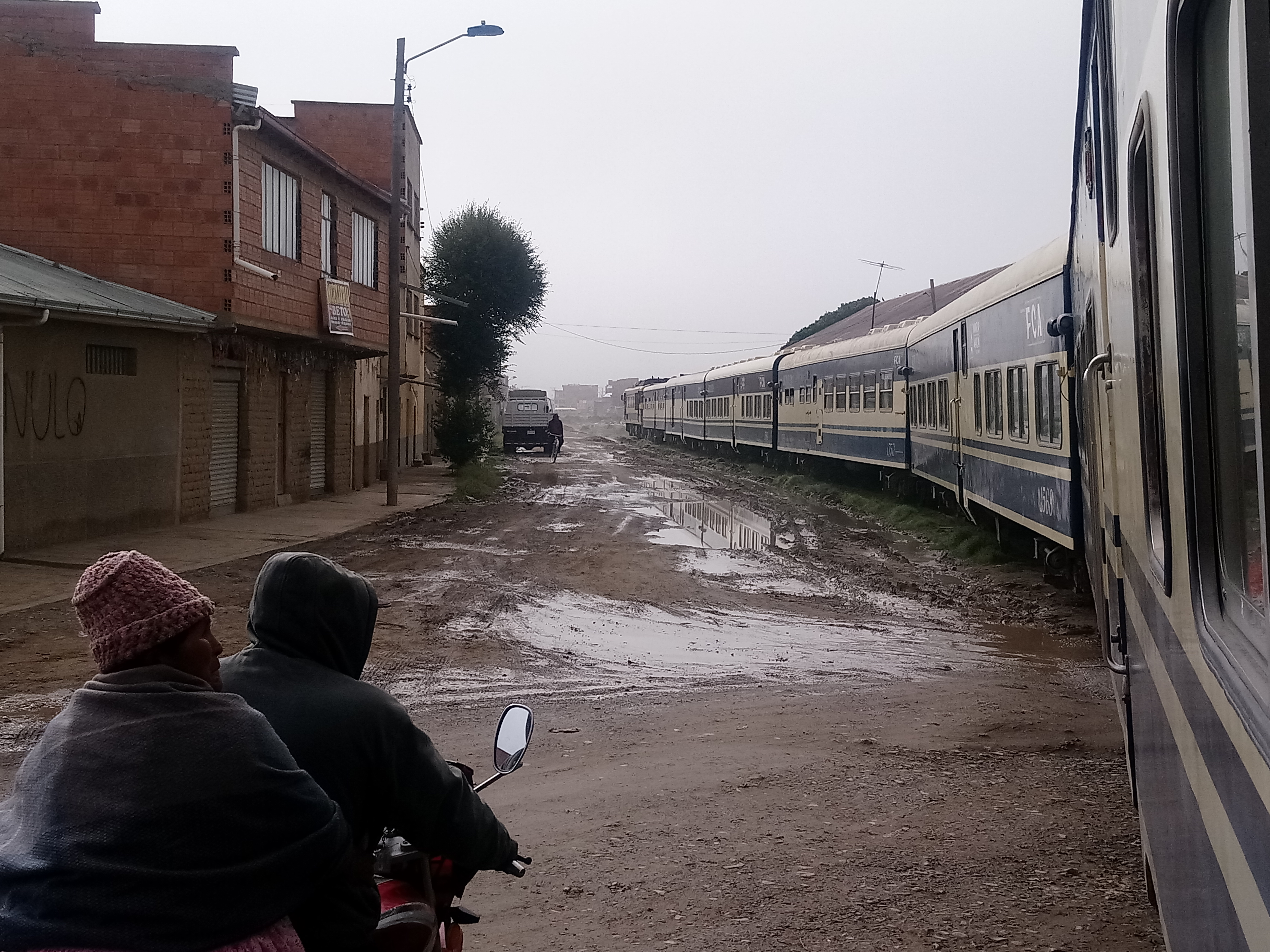
Туристическая железная дорога во Вьяче

## Транспорт
Автомагистраль 19 идёт из Ла-Паса на юго-запад, проходя Вьячу через 22 километра. Затем, дорога идёт к поселению Чаранья на границе с Перу. Вьяча — конечная точка нескольких железнодорожных линий, так как 25-километровый крутой, долгий железнодорожный путь, который вёл к Ла-Пасу, был закрыт. У Вьячи есть железнодорожная связь с Чили по линии Арика — Ла-Пас. Также, есть линия, ведущая в Перу; и линия от озера Титикака до города Оруро, которая затем идёт в чилийский город Антофагаста.